# Pablo Álvarez Vera
Pablo Federico Álvarez Vera (San Juan, 30 settembre 1986) è un hockeista su pista argentino.

## Palmarès

### Club

#### Competizioni nazionali
- Campionato spagnolo: 6

Barcellona: 2011-2012, 2013-2014, 2014-2015, 2015-2016, 2016-2017, 2017-2018
- Coppa del Re: 5

Barcellona: 2011, 2012, 2016, 2017, 2018
- Supercoppa di Spagna: 6

Barcellona: 2011, 2012, 2013, 2014, 2015, 2017

#### Competizioni internazionali
- CERH European League: 4

Liceo La Coruña: 2010-2011
Barcellona: 2013-2014, 2014-2015, 2017-2018
- Coppa CERS/WSE: 1

Liceo La Coruña: 2009-2010
- Supercoppa d'Europa/Coppa Continentale: 2

Barcellona: 2015-2016, 2018-2019
- Coppa Intercontinentale: 1

Barcellona: 2014